# Orte Sogn
Orte Sogn ist eine Kirchspielsgemeinde (dän.: Sogn)
auf der Insel Fyn (dt.: Fünen)
im südlichen Dänemark. Bis 1970 gehörte sie zur Harde Båg Herred im damaligen Odense Amt, danach zur Aarup Kommune im
Fyns Amt, die im Zuge der Kommunalreform zum 1. Januar 2007 in der
Assens Kommune in der Region Syddanmark aufgegangen ist.
Im Kirchspiel leben 749 Einwohner (Stand: 1. Januar 2023).
Im Kirchspiel liegt die Kirche „Orte Kirke“.
Nachbargemeinden sind im Norden Vissenbjerg Sogn, im Osten Broholm Sogn, im Südosten Tommerup Sogn, im Süden Verninge Sogn, im Südwesten Ørsted Sogn, im Westen Skydebjerg Sogn und im Nordwesten Årup Sogn.